# Cyclopera bucephalidia
Cyclopera bucephalidia là một loài bướm đêm trong họ Noctuidae.